# Ericals
Les ericals (Ericales) són un ordre de plantes angiospermes. L'actual sistema APG IV de classificació de les angiospermes situa aquest ordre dins del clade de les astèrides i s'hi inclouen 22 famílies i més de 12.000 espècies agrupades en 346 gèneres, el que representa més del 4% del total de les angiospermes. Els fòssils més antics s'han datat en uns 90 milions d'anys.
Aquest ordre inclou formes arbòries, arbustives, lianes i plantes herbàcies, i presenta una distribució cosmopolita, amb espècies presents tant a climes tropicals com subàrtics. Entre les seves espècies n'hi ha que són econòmicament importants, sigui pels seus usos alimentaris, com el te (teàcies) o els kiwis (actinidiàcies), ornamentals, com ara les prímules o els ciclamens (primulàcies), o com a font de fusta d'alta qualitat com el banús (ebenàcies).

## Taxonomia
Aquest ordre va ser descrit per primer cop l'any 1820 a l'obra O přirozenosti Rostlin : obsahugjej gednánj o žiwobytj rostlin pro sebe a z ohledu giných žiwoků, podlé stawu nyněgss ylo znanj, pýtwn rostlin : názwoslowj audů, hospodářstwj gegich, rozssjřenj po semi a způsob rostlinář zřjditi a zacowati pels botànics Friedrich von Berchtold (1781 – 1876) i Jan Svatopluk Presl (1791 – 1849).

### Famílies
A la classificació del vigent sistema APG IV (2016), dins de l'ordre de les ericals hi ha les 22 famílies següents:
- Balsaminaceae A.Rich. (1824)
- Marcgraviaceae Bercht. & J.Presl (1820)
- Tetrameristaceae Hutch. (1959)
- Fouquieriaceae DC. (1828)
- Polemoniaceae Juss. (1789)
- Lecythidaceae A.Rich. (1825)
- Sladeniaceae Airy Shaw (1965)
- Pentaphylacaceae Engl. (1897)
- Sapotaceae Juss. 1789)
- Ebenaceae Gürke (1891)
- Primulaceae Batsch ex Borkh. (1797)
- Theaceae Mirb. (1816)
- Symplocaceae Desf. 1820)
- Diapensiaceae Lindl. (1836)
- Styracaceae DC. & Spreng. (1821)
- Sarraceniaceae Dumort. (1829)
- Roridulaceae Martinov (1820)
- Actinidiaceae Gilg & Werderm. (1824)
- Clethraceae Klotzsch (1851)
- Cyrillaceae Lindl. (1846)
- Ericaceae Juss. (1789)
- Mitrastemonaceae Makino 1911)

La família més nombrosa és la de les ericàcies amb més de 4.000 espècies agrupades en 121 gèneres, entre els quals destaquen els gèneres Rhododendron, amb més de 1.000 espècies i Erica amb més de 800. La segueix la família de les primulàcies, amb unes 2.600 espècies agrupades en 56 gèneres entre aquests en destaquen Ardisia, amb més de 730 espècies, i Primula, amb més de 540. La tercera família per nombre d'espècies és la de les sapotàcies, amb més de 1.200 espècies agrupades en 74 gèneres, entre els quals destaquen Pouteria, amb 170 espècies, i Palaquium i Planchonella amb més d'un centenar. Les ebenàcies són unes 800 espècies i hi destaca el gènere Diospyros amb 778. Entre les actinidiàcies cal ressaltar el gènere Saurauia amb 395 de les 430 espècies de la família. A la família monotípica de les simplocàcies hi ha 410 espècies, i a la família de les teàcies cal destacar el gènere Camellia que conté 237 de les 375 espècies de la família.

### Sinònims
Els següents noms científics són sinònims d'Ericales:
- Ericopsida Bartling
- Ericidae C. Y. Wu et al.
- Lecythidaneae Reveal
- Barringtoniineae J. Presl
- Empetrineae Link
- Epacridineae Link
- Ericineae Link
- Primulineae Burnett
- Pyrolineae J. Presl
- Rhododendrineae J. Presl
- Sarraceniineae Reveal
- Scytopetalineae Engler
- Actinidiales Reveal
- Aegiceratales Martius
- Ardisiales J. Presl
- Balsaminales Link
- Barringtoniales Martius
- Camelliales Link
- Cyrillales Doweld
- Diapensiales Engler & Gilg
- Diospyrales Prantl
- Ebenales Engler
- Empetrales Martius
- Epacridales Berchtold & J. Presl
- Fouquieriales Martius
- Gordoniales J. Presl
- Halesiales Link
- Lecythidales Martius
- Lysimachiales Döll
- Marcgraviales Martius
- Mitrastemonales Makino
- Monotropales Berchtold & J. Presl
- Myrsinales Berchtold & J. Presl
- Polemoniales Berchtold & J. Presl
- Primulales Berchtold & J. Presl
- Rhodorales Horaninow
- Roridulales Nakai
- Samolales Dumortier
- Sapotales Berchtold & J. Presl
- Sarraceniales Martius
- Styracales Martius
- Ternstroemiales Martius
- Theales Berchtold & J. Presl
- Vacciniales Dumortier

## Història taxonòmica

### Sistema APG
A la primera versió del sistema de classificació APG (1998) va reconèixer l'ordre de les ericals amb una composició de 24 famílies. A la segona versió, APG II (2003) l'ordre era format per 23 famílies, Halesiaceae va ser integrada dins Styracaceae, es va afegir la família Maesaceae, Pellicieraceae es va integrar dins Tetrameristaceae, es va afegir Pentaphylacaceae, que a la primera versió era dins del grup de les famílies de posició incerta, i Ternstroemiaceae es va integrar amb Pentaphylacaceae. A la tercera versió, APG III (2009), l'ordre era format per 22 famílies, Maesaceae i Ternstroemiaceae van ser integrades dins Primulaceae, es van afegir Mitrastemonaceae i Sladeniaceae i es va suprimir Myrsinaceae. A la quarta versió, APG IV (2016), no ni va haver canvis pel que fa a les famílies que formen part de les ericals.
| APG I | APG II | APG III | APG IV |
| Actinidiaceae Balsaminaceae Clethraceae Cyrillaceae Diapensiaceae Ebenaceae Ericaceae Fouquieriaceae Halesiaceae Lecythidaceae Marcgraviaceae Myrsinaceae Pellicieraceae Polemoniaceae Primulaceae Roridulaceae Sapotaceae Sarraceniaceae Styracaceae Symplocaceae Ternstroemiaceae Tetrameristaceae Theaceae Theophrastaceae | Actinidiaceae Balsaminaceae Clethraceae Cyrillaceae Diapensiaceae Ebenaceae Ericaceae Fouquieriaceae Lecythidaceae Maesaceae Marcgraviaceae Myrsinaceae Pentaphylacaceae Polemoniaceae Primulaceae Roridulaceae Sapotaceae Sarraceniaceae Styracaceae Symplocaceae Tetrameristaceae Theaceae Theophrastaceae | Actinidiaceae Balsaminaceae Clethraceae Cyrillaceae Diapensiaceae Ebenaceae Ericaceae Fouquieriaceae Lecythidaceae Marcgraviaceae Mitrastemonaceae Pentaphylacaceae Polemoniaceae Primulaceae Roridulaceae Sapotaceae Sarraceniaceae Sladeniaceae Styracaceae Symplocaceae Tetrameristaceae Theaceae | Actinidiaceae Balsaminaceae Clethraceae Cyrillaceae Diapensiaceae Ebenaceae Ericaceae Fouquieriaceae Lecythidaceae Marcgraviaceae Mitrastemonaceae Pentaphylacaceae Polemoniaceae Primulaceae Roridulaceae Sapotaceae Sarraceniaceae Sladeniaceae Styracaceae Symplocaceae Tetrameristaceae Theaceae |

### Classificació clàssica

#### Cronquist
En l'antic sistema Cronquist (1981) l'ordre de les ericals incloïa un petit grup de famílies dins la subclasse Dileniidae:
- Ericaceae
- Cyrillaceae
- Clethraceae
- Grubbiaceae
- Empetraceae
- Epacridaceae
- Pyrolaceae
- Monotropaceae

#### Takhtajan
Al sistema Takhtajan (1997), l'ordre de les ericals era molt petit, només contenia cinc famílies, i era dins del superordre Ericanae, que formava part de la subclasse Dileniidae:
- Clethraceae
- Cyrillaceae
- Ericaceae
- Epacridaceae
- Empetraceae